# Impatiens javensis
Impatiens javensis är en balsaminväxtart som först beskrevs av Bi., och fick sitt nu gällande namn av Ernst Gottlieb von Steudel. Impatiens javensis ingår i släktet balsaminer, och familjen balsaminväxter. Inga underarter finns listade i Catalogue of Life.